# 交響曲第55番 (ハイドン)
交響曲第55番 変ホ長調 Hob. I:55 は、フランツ・ヨーゼフ・ハイドンが1774年に作曲した交響曲。『校長先生』（ドイツ語: Der Schulmeister）の愛称で知られる。

## 概要
第54番から第57番までの4曲は、残された自筆原稿から1774年に作曲されたことがわかっている。この4曲の中にあって、本作は比較的軽い曲である。
様式的には変奏曲を第2楽章と第4楽章に採用していることが特筆される。従来のハイドンの交響曲では、緩徐楽章はソナタ形式が主で変奏曲は珍しかったが、この曲以降は変奏曲が増える。

### 愛称の由来
『校長先生』という愛称はハイドンの関与するところではなく、ハイドンの生前には存在しなかった。この愛称が登場するのは、1840年のアロイス・フックスによる「ハイドン作品主題目録」での記述であり、第2楽章の主題の規則正しいリズムが由来だといわれている。
また、ハイドンが『校長先生』と呼んだ交響曲は別に存在するといわれ（これは現存せず）、ハイドンに『校長先生』という曲があることを知っていた人物がこの曲にこの愛称を割り振ったとも考えられるが、いずれにしろ定かではない。
このため、あまり適切な名称ではないが、この愛称のためにポピュラーになったことは否めない。
ちなみに、エルンスト・ルートヴィヒ・ゲルバーの1810年代の著書には、現在では『マーキュリー』と呼ばれている第43番にこの名前を与えている。

## 楽器編成
オーボエ2、ファゴット2、ホルン2、弦五部。
ファゴットの楽譜は第4楽章だけ独立しており、管楽五重奏になる部分にソロがある。ほかの楽章では低音（チェロ、コントラバス）の楽譜を演奏する。

## 曲の構成
全4楽章、演奏時間は約25分。
- 第1楽章 アレグロ・ディ・モルト
変ホ長調、4分の3拍子、ソナタ形式。
お使いのブラウザーでは、音声再生がサポートされていません。音声ファイルをダウンロードをお試しください。
主題は単純明快だが、展開部が長く、途中に偽の再現部が含まれる。ハイドンの交響曲にはしばしば偽の再現部が現れるが、この曲では「偽」の部分が長いために再現部が2つあるように聞こえる。

- 第2楽章 アダージョ、マ・センプリチェメンテ
変ロ長調、4分の2拍子、変奏曲形式。
お使いのブラウザーでは、音声再生がサポートされていません。音声ファイルをダウンロードをお試しください。
主題と5つの変奏からなる。主題は弱音器をつけたヴァイオリンによって演奏され、「semplice」と記されたスタッカートと付点つきのリズムを持つ部分と、「legato」と記された対照的になめらかで修飾の多い部分が交替する。第1変奏は主題そのままと見せて途中から  で全奏が加わる。第2変奏から第4変奏は弦楽器のみにより、それぞれ異なるリズムを持つ。最終変奏で再び全部の楽器が使われる。

- 第3楽章 メヌエット - トリオ
変ホ長調、4分の3拍子。
お使いのブラウザーでは、音声再生がサポートされていません。音声ファイルをダウンロードをお試しください。
お使いのブラウザーでは、音声再生がサポートされていません。音声ファイルをダウンロードをお試しください。
メヌエットは付点つき音符を多用している。対照的なトリオは2つのヴァイオリンとチェロによる三重奏（文字通りのトリオ）になっている。

- 第4楽章 フィナーレ：プレスト
変ホ長調、4分の2拍子、ロンドと変奏曲を融合させたような形式。
お使いのブラウザーでは、音声再生がサポートされていません。音声ファイルをダウンロードをお試しください。
第42番の終楽章によく似たフィナーレとなっており、ハイドンらしいユーモアを効かせた主題に始まり、管楽五重奏の部分が続き、さらに中間部は変ト長調という異例の調を取るなど興味深い。